# Petr Pravec
| 7204 Ondřejov         | 3 aprile 1995     |
| 7490 Babička          | 31 luglio 1995    |
| 7492 Kačenka          | 21 ottobre 1995   |
| 7849 Janjosefrič      | 18 aprile 1996    |
| 8217 Dominikhašek     | 21 aprile 1995    |
| 9672 Rosenbergerezek  | 5 ottobre 1997    |
| 10173 Hanzelkazikmund | 21 aprile 1995    |
| 10221 Kubrick         | 28 ottobre 1997   |
| 10390 Lenka           | 27 agosto 1997    |
| 10395 Jirkahorn       | 23 settembre 1997 |
| 10581 Jeníkhollan     | 30 luglio 1995    |
| 10633 Akimasa         | 20 febbraio 1998  |
| 11126 Doleček         | 15 ottobre 1996   |
| 11167 Kunžak          | 23 marzo 1998     |
| 11333 Forman          | 20 aprile 1996    |
| 11364 Karlštejn       | 23 marzo 1998     |
| 11668 Balios          | 3 novembre 1997   |
| 12002 Suess           | 19 marzo 1996     |
| 13390 Bouška          | 18 marzo 1999     |
| 14517 Monitoma        | 13 giugno 1996    |
| 14594 Jindrašilhán    | 24 settembre 1998 |
| 14976 Josefčapek      | 27 settembre 1997 |
| 15053 Bochníček       | 17 dicembre 1998  |
| 15384 Samková         | 26 settembre 1997 |
| 15390 Znojil          | 6 ottobre 1997    |
| 15395 Rükl            | 21 ottobre 1997   |
| 15425 Welzl           | 24 settembre 1998 |
| 15870 Obůrka          | 16 agosto 1996    |
| 15897 Beňačková       | 10 agosto 1997    |
| 15898 Kharasterteam   | 26 agosto 1997    |
| 15907 Robot           | 6 ottobre 1997    |
| 16706 Svojsík         | 30 luglio 1995    |
| 16801 Petřínpragensis | 23 settembre 1997 |
| 16817 Onderlička      | 30 ottobre 1997   |
| 16929 Hurník          | 31 marzo 1998     |
| 16951 Carolus Quartus | 19 maggio 1998    |
| 17625 Joseflada       | 14 gennaio 1996   |
| 17702 Kryštofharant   | 1º maggio 1997    |
| 17776 Troska          | 22 marzo 1998     |
| 17806 Adolfborn       | 31 marzo 1998     |
| 18182 Wiener          | 27 agosto 2000    |
| 18647 Václavhübner    | 21 marzo 1998     |
| 18676 Zdeňkaplavcová  | 30 marzo 1998     |
| 19268 Morstadt        | 21 ottobre 1995   |
| 19291 Karelzeman      | 6 giugno 1996     |
| 20254 Úpice           | 21 marzo 1998     |
| 20256 Adolfneckař     | 23 marzo 1998     |
| 20495 Rimavská Sobota | 15 agosto 1999    |
| 21346 Marieladislav   | 9 marzo 1997      |
| 21539 Josefhlávka     | 20 agosto 1998    |
| 21656 Knuth           | 9 agosto 1999     |
| 21660 Velenia         | 20 agosto 1999    |
| 21682 Peštafrantišek  | 9 settembre 1999  |
| 22644 Matejbel        | 27 luglio 1998    |
| 22824 von Neumann     | 12 settembre 1999 |
| 22901 Ivanbella       | 12 ottobre 1999   |
| 24858 Diethelm        | 21 gennaio 1996   |
| 24999 Hieronymus      | 24 luglio 1998    |
| 26195 Černohlávek     | 1º marzo 1997     |
| 26214 Kalinga         | 30 ottobre 1997   |
| 26376 Roborosa        | 11 marzo 1999     |
| 26896 Josefhudec      | 29 luglio 1995    |
| 26963 Palorapavý      | 13 agosto 1997    |
| 26970 Eliáš           | 23 settembre 1997 |
| 26973 Lála            | 29 settembre 1997 |
| 27079 Vsetín          | 15 ottobre 1998   |
| 27088 Valmez          | 22 ottobre 1998   |
| 27132 Ježek           | 11 dicembre 1998  |
| 27525 Vartovka        | 29 aprile 2000    |
| 27963 Hartkopf        | 25 settembre 1977 |
| 29464 Leonmiš         | 5 ottobre 1997    |
| 29473 Krejčí          | 21 ottobre 1997   |
| 29476 Kvíčala         | 31 ottobre 1997   |
| 29490 Myslbek         | 19 novembre 1997  |
| 29674 Raušal          | 15 dicembre 1998  |
| 30253 Vítek           | 30 aprile 2000    |
| 30564 Olomouc         | 28 luglio 2001    |
| 31323 Lysá hora       | 27 aprile 1998    |
| 31650 Frýdek-Místek   | 18 aprile 1999    |
| 32294 Zajonc          | 26 agosto 2000    |
| 33058 Kovařík         | 22 ottobre 1997   |
| 33157 Pertile         | 24 febbraio 1998  |
| 33377 Večerníček      | 12 febbraio 1999  |
| 33528 Jinzeman        | 17 aprile 1999    |
| 34753 Zdeněkmatyáš    | 24 agosto 2001    |
| 35353 Naďapravcová    | 8 settembre 1997  |
| 35355 Honzík          | 23 settembre 1997 |
| 35356 Vondrák         | 25 settembre 1997 |
| 35364 Donaldpray      | 21 ottobre 1997   |
| 35365 Cooney          | 21 ottobre 1997   |
| 36060 Babuška         | 14 settembre 1999 |
| 36888 Škrabal         | 29 settembre 2000 |
| 37141 Povolný         | 2 novembre 2000   |
| 37279 Hukvaldy        | 22 dicembre 2000  |
| 37859 Bobkoff         | 23 marzo 1998     |
| 38461 Jiřítrnka       | 15 ottobre 1999   |
| 38684 Velehrad        | 25 agosto 2000    |
| 39890 Bobstephens     | 23 marzo 1998     |
| 40106 Erben           | 20 agosto 1998    |
| 40440 Dobrovský       | 11 settembre 1999 |
| 40441 Jungmann        | 11 settembre 1999 |
| 40444 Palacký         | 12 settembre 1999 |
| 40459 Rektorys        | 14 settembre 1999 |
| 42998 Malinafrank     | 17 ottobre 1999   |
| 44613 Rudolf          | 8 settembre 1999  |
| 46280 Hollar          | 21 maggio 2001    |
| 46722 Ireneadler      | 2 settembre 1997  |
| 48171 Juza            | 23 aprile 2001    |
| 48785 Pitter          | 23 settembre 1997 |
| 49110 Květafialová    | 16 settembre 1998 |
| 49448 Macocha         | 21 dicembre 1998  |
| 51895 Biblialexa      | 19 agosto 2001    |
| 52604 Thomayer        | 5 ottobre 1997    |
| 53159 Mysliveček      | 10 febbraio 1999  |
| 55874 Brlka           | 28 ottobre 1997   |
| 58440 Zdeněkstuchlík  | 21 aprile         |
| 58595 Joepollock      | 5 ottobre 1997    |
| 59800 Astropis        | 14 agosto 1999    |
| 60148 Seanurban       | 16 ottobre 1999   |
| 60150 Zacharias       | 19 ottobre 1999   |
| 61404 Očenášek        | 26 agosto 2000    |
| 62794 Scheirich       | 30 ottobre 2000   |
| 63162 Davidčapek      | 22 dicembre 2000  |
| 71783 Izeryna         | 30 settembre 2000 |
| 74764 Rudolfpešek     | 15 settembre 1999 |
| 77621 Koten           | 25 maggio 2001    |
| 78536 Shrbený         | 7 settembre 2002  |
| 82464 Jaroslavboček   | 21 luglio 2001    |
| 86048 Saint-Tropez    | 9 agosto 1999     |
| 92389 Gretskij        | 3 maggio 2000     |
| 93256 Stach           | 29 settembre 2000 |
| 94556 Janstarý        | 11 novembre 2001  |
| 96765 Poznańuni       | 10 settembre 1999 |
| 97786 Oauam           | 5 luglio 2000     |
| 98127 Vilgusová       | 24 settembre 2000 |
| 103016 Davidčástek    | 8 dicembre 1999   |
| 113210 Petrfatka      | 7 settembre 2002  |
| 125371 Vojáček        | 14 novembre 2001  |
| 131181 Žebrák         | 15 febbraio 2001  |
| 139233 Henych         | 25 aprile 2001    |
| 143139 Kučáková       | 7 dicembre 2002   |

Petr Pravec (Třinec, 17 settembre 1967) è un astronomo ceco.
Laureatosi in fisica nel 1990 all'Università Masaryk di Brno, ha ottenuto il dottorato in astronomia all'Università Carolina di Praga.
Prolifico scopritore di asteroidi, il Minor Planet Center gli accredita la scoperta di 350 asteroidi, effettuate tra il 1994 e il 2002, di cui 228 in cooperazione con altri astronomi: Ulrika Babiaková, Peter Kušnirák, Tomáš Rezek, Lenka Kotková Šarounová, Daniel Tuma e Marek Wolf.
Gli è stato dedicato l'asteroide 4790 Petrpravec.